# Tracciabilità dei pagamenti

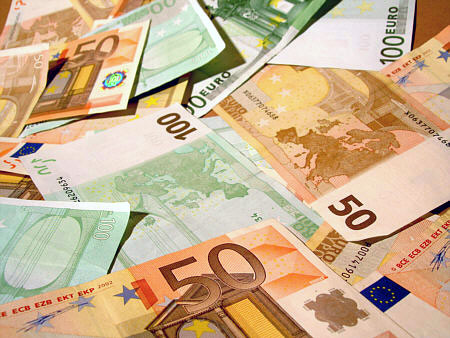
Banconote in euro.

In campo economico e finanziario, la tracciabilità dei pagamenti si riferisce al complesso di misure legislative volte a sfavorire, a restringere, o a proibire, eventualmente entro limiti determinati dal legislatore stesso, l'utilizzo del contante quale mezzo di adempimento delle transazioni economiche.
La sostituzione massiccia o generalizzata dei passaggi di contante con mezzi di pagamento diversi (come moneta elettronica, PagoPA, ricevuta bancaria, MAV, assegni bancari, postali o circolari non trasferibili, bonifici, carte di credito e carte di debito, ecc) avrebbe come conseguenza la conservazione di una traccia riconoscibile per i flussi di denaro (da qui il termine tracciabilità). Nella messa in atto di un sistema di tracciabilità, assume un ruolo cruciale il sistema bancario e le tecnologia informatiche di gestione delle basi di dati.
Il sistema della tracciabilità consentirebbe, quindi, la ricostruzione a posteriori dei flussi di spesa e di guadagno imputabili a ogni soggetto economico o giuridico e la conoscibilità dei punti di partenza e di arrivo dei flussi finanziari, e dei punti intermedi del traffico finanziario.

## Finalità
Le finalità a cui puntano i sistemi di tracciabilità sono molteplici: esse riguardano, fondamentalmente, la sicurezza, l'integrità e la trasparenza della rete di transazioni finanziarie, con implicazioni di natura politica che riguardano la lotta alla criminalità e all'evasione fiscale. Tra queste, ad esempio, vi sono le seguenti:
- Controllo dei possibili flussi di riciclaggio del denaro proveniente da attività criminale (il cosiddetto "denaro sporco"), come i proventi illeciti delle organizzazioni mafiose, delle criminalità organizzata o i finanziamenti alle organizzazioni terroristiche.
- Conoscibilità e trasparenza dei movimenti che utilizzano redditi sottratti alla fiscalità, con conseguente possibilità di individuare la reale capacità contributiva dei soggetti (redditi da elusione o evasione fiscale).
- Riduzione degli episodi criminali (come furti) attraverso la riduzione dello stock complessivo del contante circolante.
- Riduzione dei problemi di falsificazione e contraffazione delle banconote, anche questa ottenuto attraverso la riduzione dello stock del contante circolante.
- Maggiori tutele e garanzie per il consumatore che può più facilmente provare l'effettività e l'ammontare del pagamento del corrispettivo (ad esempio, nelle transazioni a distanze).

## Modalità
La tracciabilità può essere applicata in diversi modi, alternativi o concorrenti tra di loro. Ad esempio, è possibile imporre per legge l'utilizzo di mezzi "tracciabili" per tutti i pagamenti di somme che superano una certa soglia fissata ad hoc (ad es. tramite utilizzo del POS). 
Allo stesso modo, è possibile prevedere l'obbligo di pagamenti tracciabili per i corrispettivi di determinate tipologie di cessioni di beni o prestazioni di servizi, con l'eventuale previsione di una soglia minima di franchigia: ad esempio, l'obbligo di pagamenti tracciabili per le transazioni immobiliari, o per le prestazioni professionali, o per i premi assicurativi, ecc.
Esiste comunque un problema (sottovalutato nel dibattito): sino a quando i pagamenti tracciati non costituiranno automaticamente un movimento imponibile, anche un pagamento tracciato, ma in assenza di documento fiscale, comporterà evasione fiscale.

## Problematicità
Vi è, tuttavia, chi ritiene che l'imposizione di un regime di restrizione nell'uso dei contanti e di tracciabilità dei movimenti bancari, non sia in grado di raggiungere gli obiettivi sperati anche in campo fiscale, vista la difficoltà di qualificare e passare al setaccio l'enorme mole di transazioni. Va tenuto conto, ad esempio, che una mole notevole di transazioni tracciabili originano da transazioni di piccolo importo con microimprese e piccole imprese. Inoltre, la maggior parte di quelle transazioni della vita quotidiana in cui si produce il "nero" si attestano su micro-importi che sfuggono a soglie di tracciabilità fissate intorno alle centinaia o migliaia di euro. D'altro canto, la fissazione di soglie più basse avrebbe l'effetto di aumentare ancora di più la mole delle transazioni tracciate, rendendone ancora più problematico il passaggio al setaccio.
Il controllo sarebbe reso ancora più gravoso dal prevedibile ricorso diffuso a triangolazioni con parenti, amici, prestanome, che renderebbero ancora più complessa la ragnatela dei rapporti economici.

### Concorso del cliente
A proposito dell'enorme massa dei micro/piccoli importi, c'è pure da sottolineare che nelle nazioni, tra cui l'Italia, ove c'è ancora intenso uso del contante, è lo stesso consumatore (quindi la persona fisica nella sua vita quotidiana) che spesso non vuole usare la carta di debito/credito o comunque strumenti tracciati. Il motivo è semplice: dato che l'IVA non sarebbe recuperabile, meglio pagare in contanti e ottenere pure lo sconto sull'importo. Artigiani, piccoli lavori domestici, liberi professionisti, parzialmente il commercio, sono sovente pagati così ma è il cliente che spesso lo vuole.

### Assenza imponibilità fiscale
Contrariamente a quanto popolarmente ritenuto, una registrazione di pagamento documentato non equivale automaticamente ad un documento fiscale. Dipende dal sistema vigente in uno stato. Nei sistemi in cui la registrazione di pagamento non costituisce una prova fiscalmente imponibile, occorre affiancare (per l'autorità tributaria pubblica) un ulteriore controllo a valle tra registrazioni di pagamento e scritture imponibile emesse.
Ad esempio, in diverse nazioni (tra cui l'Italia) non vi è un automatismo contabile tra registrazioni di pagamento in formato certo-ad esempio mediante POS-e scritture di bilancio: pertanto, in teoria, si potrebbe avere un pagamento rintracciabile ma senza relativa contabilizzazione, praticando quindi evasione fiscale comunque. Ovviamente, in questi casi, l'intera transazione (quindi anche la cessione o erogazione) non deve essere contabilizzata/documentata.
In pratica, siccome le imposte si pagano sul dichiarato (e questo è calcolato in base ai documenti fiscali emessi) e non sull'incassato, non c'è attualmente un automatismo tra pagamento rintracciabile e fedeltà fiscale (a dispetto di cosa comunemente si crede).

### Tassazione delle transazioni in contanti
Per ovviare a tali limiti, è stato proposto di intervenire in maniera restrittiva sui prelievi agendo sul piano della politica fiscale, correggendo le storture derivanti dall'imposta di bollo su carte di credito e conti correnti e introducendo una tassazione sui prelievi in contanti. Quest'ultima imposizione, anche se di lieve incidenza, potrebbe produrre un gettito elevato, proporzionato alla massa del contante prelevato: ad esempio, in un sistema economico come l'Italia, i soli prelievi in contanti da sportelli automatici ammontano a una quota annuale di circa 142 miliardi di euro (dati 2010). Un'imposta di 1 euro su 200 di prelievo (pari al 5 per mille) produrrebbe un gettito di 700 milioni di euro sui soli contanti prelevati dagli sportelli automatici, compensando ampiamente l'ammanco di gettito (circa 150 milioni di euro) derivante dall'abolizione dei bolli su carte di credito e conti correnti. Il saldo positivo potrebbe essere usato per incentivare l'uso di strumenti alternativi e tracciabili in quelle categorie sociali, come pensionati e famiglie a basso reddito, che, tradizionalmente, vi fanno meno ricorso.
Proposte simili, tendenti a restringere l'utilizzo del contante attraverso l'imposizione fiscale (ispirate ai meccanismi della Tobin Tax) sono state oggetto di un'inchiesta giornalistica del programma televisivo Report, trasmessa da Rai Tre il 15 aprile 2012, nel pieno della crisi finanziaria ed economica che ha colpito l'Italia.
A parte la tassazione, fino a quando l'enorme volume circolante di denaro contante saŕà facilmente disponibile, sarà ovviamente difficile ridurre l'evasione correlata. In tutto il mondo vi sono da tempo proposte in tal senso come in Svezia, dove si sta raggiungendo l'obiettivo di eliminazione del contante.